# Moulin d'Ashby
Le moulin d'Ashby, souvent appelé simplement moulin à vent de Brixton , est un moulin à tour restauré classé de classe II *  à Brixton dans le Borough londonien de Lambeth. Le moulin était autrefois dans le Surrey lors de sa construction et a été préservé. Il tient son nom de la famille de meuniers Ashby, qui l'ont exploité pendant plus d'un siècle.

## Histoire

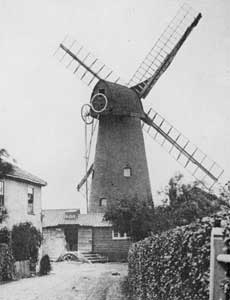
Le moulin en état de marche, 1864

Le moulin d'Ashby a été construit en 1816 et a fonctionné grâce au vent jusqu'en 1862, lorsque l'entreprise a été transférée sur un moulin à eau  à Mitcham  sur la rivière Wandle. Les ailes ont été enlevées en 1864 et le moulin à vent a été relégué pour servir de magasin . En 1902, le bail du moulin à eau expire et une machine à vapeur est installée dans le moulin à vent. Celle-ci a ensuite été remplacée par un moteur à essence. Le moulin à vent était exploité par moteur jusqu'en 1934 et fournissait de la farine complète aux hôtels et restaurants du West End. 
Après la guerre, il a été proposé de démolir le moulin et de construire un bloc d'appartements. La proposition a été rejetée et il a été décidé de conserver le moulin, qui a été restauré en 1964 par le London County Council. De nouvelles ailes ont été installées et des machines d'un moulin à vent abandonné à Burgh le Marsh (Lincolnshire) ont été installées pour remplacer celles qui avaient été enlevées. Après restauration, le moulin a été ouvert au public à Pâques 1968 . Le moulin est passé au Lambeth Council en 1971 et demeure leur propriété . D'autres travaux de restauration ont été effectués en 1978 et 1983  mais le moulin à vent avait été inscrit au registre des bâtiments en péril en 1995 . 
Les Amis des Windmill Gardens avaient été créés en avril 2003  dans le but de restaurer le moulin à vent et ses environs comme commodité publique . En septembre 2004, une fouille archéologique a été organisée, avec l'aide du Museum of London Archaeology Service . Une subvention de 25 000 £ a été accordée par le conseil d'arrondissement de Lambeth pour la réparation du moulin et des jardins . Un plan de restauration de 2 000 000 £ a été élaboré avec l'aide du musée Horniman et de la Society for the Protection of Ancient Buildings . Une demande de subvention du Heritage Lottery Fund a été soumise . Le Heritage Lottery Fund a accordé 397 700 £ pour la restauration. Le conseil de Lambeth et les Friends of Windmill Gardens ont également contribué à la restauration du moulin, qui a coûté 581 000 £. Le moulin restauré a été officiellement ouvert au public le 2 mai 2011 par Chuka Umunna, député de Streatham . 

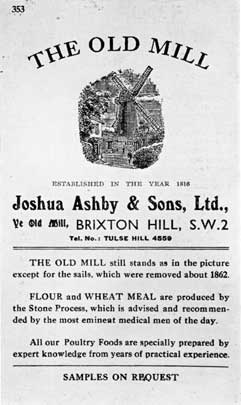
Dépliant du moulin d'Ashby, Brixton, 1914

## Description

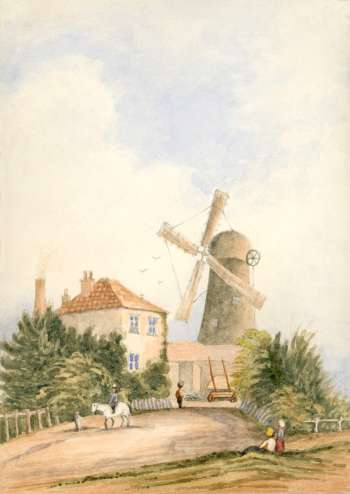
Peinture du moulin, vers 1820

Ashby's Mill est un moulin à tour en brique de quatre étages avec un toit en forme de bateau. L'arbre en fonte est la seule pièce d'origine restante . Le moulin mesure 6,71 mètres de diamètre à la base et 14,9 mètres de hauteur totale ,. 

## Meuniers
- John Ashby 1816 - 1845 [3],[4]
- Joshua Ashby 1860 - 1934